# Portada/article octubre 13

## Pedro de Mena
Pedro de Mena y Medrano (Granada, agost de 1628 – Màlaga, 13 d'octubre de 1688) fou un escultor del barroc espanyol, especialment dedicat a la realització d'imatgeria religiosa. Durant trenta anys va tenir el taller instal·lat a Màlaga, des d'on va realitzar una gran quantitat d'encàrrecs, especialment per a ordes religiosos.
De Mena fou alumne del seu pare, Alonso de Mena, i també d'Alonso Cano. Es pot considerar, de fet, un descendent artístic de Juan Martínez Montañés. Entre altres obres, va realitzar el cadiratge del cor de la catedral de Màlaga, així com figures i escultures per a diferents esglésies de Madrid, Múrcia i Toledo, entre d'altres.